# Santos Moro Briz
Santos Moro Briz (Santibáñez de Béjar, 1º giugno 1888 – Avila, 24 maggio 1980) è stato un vescovo cattolico spagnolo.

## Biografia
Santos Moro Briz nacque a Santibáñez de Béjar il 1º giugno 1888.

### Formazione e ministero sacerdotale
Compì gli studi ecclesiastici presso il seminario di Avila e presso il Pontificio Collegio Spagnolo di San Giuseppe a Roma dal 1904. Conseguì i dottorati in filosofia, teologia e diritto canonico presso la Pontificia Università Gregoriana.
Il 16 luglio 1911 fu ordinato presbitero per la diocesi di Avila dal cardinale Rafael Merry del Val. Nel 1913 tornò in diocesi per assumere l'incarico di formatore nel seminario. Ricoprì anche vari incarichi nella curia ed esercitò un vasto lavoro sacerdotale nella cattedrale come canonico.
Nel 1919 l'Istituzione Teresiana aprì ad Avila una residenza per insegnanti di sesso femminile. Santos Moro ne divenne cappellano. Da allora, nacque una grande amicizia con il suo fondatore, Pedro Poveda Castroverde, che soggiornava nella casa di Santos durante le sue visite ad Avila.
Per sua iniziativa, nel 1925 fu istituita la Redazione Católica Abulense.

### Ministero episcopale
Il 21 giugno 1935 papa Pio XI lo nominò vescovo di Avila. Ricevette l'ordinazione episcopale il 22 settembre successivo dall'arcivescovo Federico Tedeschini, nunzio apostolico in Spagna, co-consacranti il vescovo di Salamanca Enrique Pla y Deniel e l'amministratore apostolico di Ciudad Rodrigo Manuel López Arana.
Quando nel luglio del 1936 scoppiò la guerra civile spagnola, monsignor Santos Moro si trovava a Salamanca per gli esercizi spirituali. Tornò immediatamente ad Avila, dove rimase fino alla fine del conflitto. Si assentò solo per le visite pastorali. Suo fratello, José Máximo Moro Briz, fu martirizzato il 24 luglio 1936 nell'ambito delle persecuzioni religiose. Il 27 marzo 2013, papa Francesco autorizzò la pubblicazione il decreto riguardante il martirio di detto servo di Dio e di altri quattro compagni sacerdoti della diocesi di Avila  che furono beatificati nello stesso anno.
Nel novembre del 1936, il vescovo inviò una circolare ai suoi sacerdoti dicendo loro che se il corpo di un repubblicano fosse stato ritrovato sul campo di battaglia e la sua condanna a morte non fosse stata dichiarata ufficialmente dalle autorità, avrebbero dovuto semplicemente dichiarare che "il suo corpo è stato ritrovato sul campo di battaglia [...] e dargli una sepoltura ecclesiastica"; in quel documento si raccomandava di nascondere il crimine: "i parroci dovrebbero stare attenti a qualsiasi suggerimento che rivela l'autore o la causa di quella tragica morte".
Firmò la lettera collettiva dell'episcopato spagnolo che collocava la Chiesa spagnola vicino ai ribelli contro la Repubblica e contribuì a legittimare la loro azione in guerra. Decenni dopo, alla fine della dittatura, ammise che, se avesse dovuto firmare nuovamente la lettera del 1º luglio 1937, lo avrebbe fatto "con entrambe le mani".
Mantenne un'amicizia speciale con San Josemaría Escrivá de Balaguer, fondatore dell'Opus Dei che aiutò all'inizio della fondazione di detta istituzione. Partecipò al Concilio Vaticano II. Inoltre, nel suo ministero episcopale spiccano due iniziative. La prima fu la costruzione della nuova sede del seminario maggiore, del quale nominò rettore don Baldomero Jiménez Duque. La seconda fu la riforma del convento dell'Incarnazione delle monache carmelitane di María Maravillas de Jesús. Inoltre insieme a madre María de Dios (al secolo María del Carmen Molleda Garcés) fondò la congregazione delle Figlie del Buon Pastore e Maria Immacolata.
Il 19 ottobre 1968 papa Paolo VI accettò la sua rinuncia al governo pastorale della diocesi per raggiunti limiti di età e lo nominò vescovo titolare di Gerpiniana. L'11 dicembre 1970 rinunciò al titolo e assunse il titolo di vescovo emerito.
Morì ad Avila il 24 maggio 1980 all'età di 91 anni. È sepolto nell'ambulacro della cattedrale di Avila, di fronte ad Alonso de Madrigal, El Tostado, e ai piedi del Santo Cristo delle Mura.

## Genealogia episcopale
La genealogia episcopale è:
- Cardinale Scipione Rebiba
- Cardinale Giulio Antonio Santori
- Cardinale Girolamo Bernerio, O.P.
- Arcivescovo Galeazzo Sanvitale
- Cardinale Ludovico Ludovisi
- Cardinale Luigi Caetani
- Cardinale Ulderico Carpegna
- Cardinale Paluzzo Paluzzi Altieri degli Albertoni
- Papa Benedetto XIII
- Papa Benedetto XIV
- Papa Clemente XIII
- Cardinale Marcantonio Colonna
- Cardinale Giacinto Sigismondo Gerdil, B.
- Cardinale Giulio Maria della Somaglia
- Cardinale Carlo Odescalchi, S.I.
- Cardinale Costantino Patrizi Naro
- Cardinale Lucido Maria Parocchi
- Papa Pio X
- Papa Benedetto XV
- Cardinale Federico Tedeschini
- Vescovo Santos Moro Briz